# Enodia anthedon
Enodia anthedon är en fjärilsart som beskrevs av Clark 1936. Enodia anthedon ingår i släktet Enodia och familjen praktfjärilar. Inga underarter finns listade i Catalogue of Life.

## Bildgalleri

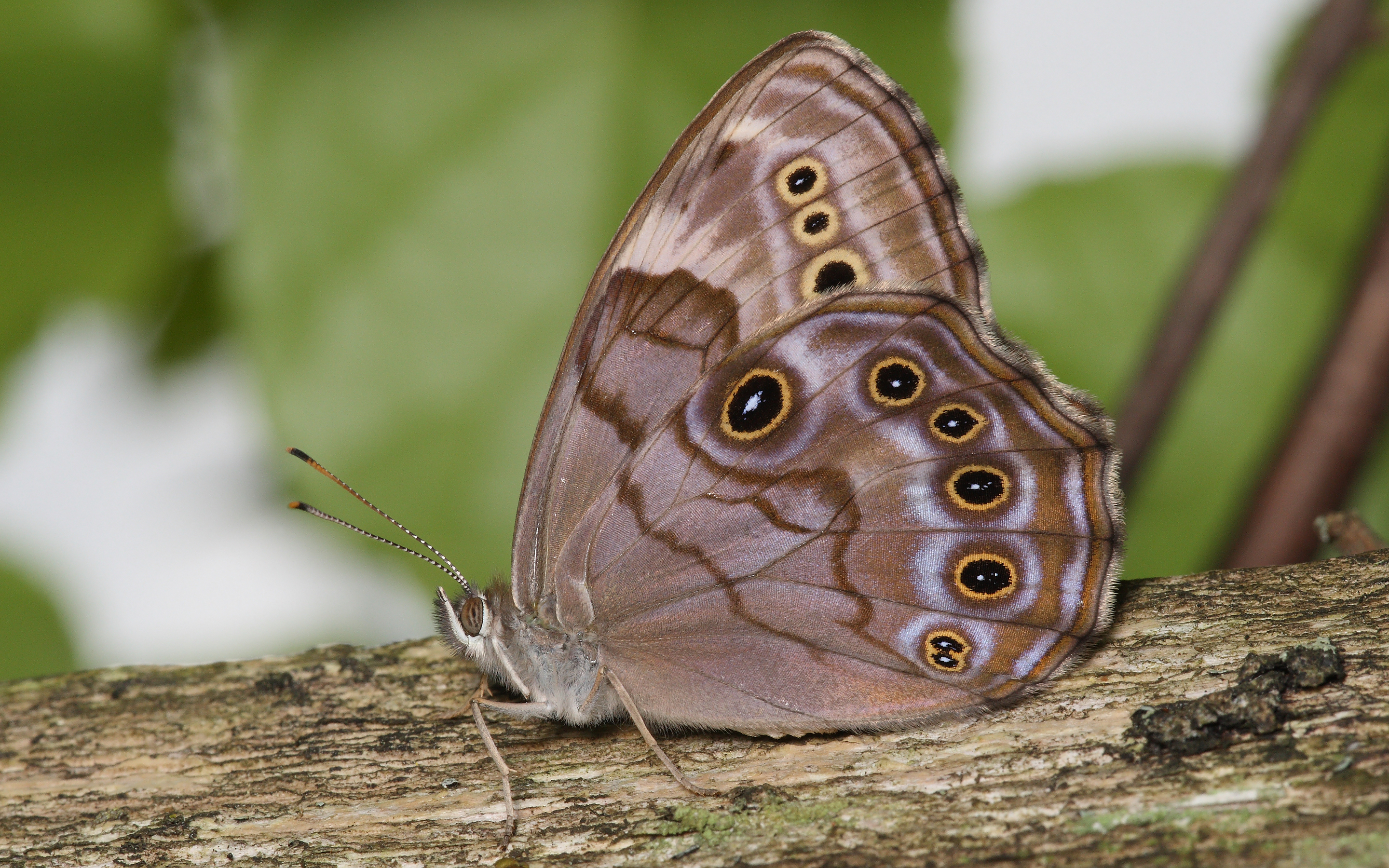